# 22446 Philwhitney
22446 Philwhitney è un asteroide della fascia principale. Scoperto nel 1996, presenta un'orbita caratterizzata da un semiasse maggiore pari a 2,1527909 UA e da un'eccentricità di 0,1418772, inclinata di 3,24836° rispetto all'eclittica.